# بويلتون (كاليفورنيا)
 بويلتون (بالإنجليزية: Buellton )‏ هي إحدى مدن مقاطعة سانتا باربارا، كاليفورنيا. تم إعطاءها لقب مدينة في 1 فبراير, 1992.